# Wheel of Fortune (Ace of Base-dal)
A Wheel of Fortune című dal a svéd Ace of Base debütáló kislemeze, mely 1992. áprilisában jelent meg először a Happy Nation című albumon. A dalt 1993. áprilisában újra kiadták az All That She Wants sikere után.

## Előzmények
A dalt Jonas Berggren és Ulf Ekberg írta, majd a Decibel Stúdióban rögzítették Stockholmban. A stúdió bérleti díja 30.000 svéd korona volt. A dal először nem volt slágerlistás helyezés, csak miután a rádióállomások és a klubok elkezdték játszani. A dal Norvégiában 1. helyezést ért el, Dániában és Hollandiában pedig a 2. helyen végzett.

## Megjelenések
12"  Franciaország Metronome – 861 545-1
- A1	Wheel Of Fortune (12" Mix) 5:27
- A2	Wheel Of Fortune (7" Mix) 3:42
- B1	Wheel Of Fortune (Clubmix) 4:39
- B2	My Mind (Dancemix) 4:19

## Slágerlistás helyezések
Az első 1992-ben megjelent első két kiadás nem volt slágerlistás helyezés, de amikor szeptemberben újra kiadták a dalt, 2 helyezést ért el az Egyesült Királyságban. Az All That She Wants című dal sikerei után ismét megjelentették a dalt, majd 1993. augusztusában elérte a 20. helyezést az Egyesült Királyság Singles Charts kislemezlistáján.
A dal élő változatát 2007. december 3-án a brazíliai Emboabas FM slágerlistáján a 2. helyen végzett, majd 2007 március 15-én a 26. volt a Radio Aachen slágerlistáján. 2007 utolsó hetében az 5. helyre lépett az Euro WebChartsban, majd végül elérte az 1. helyet.

## Videóklip
Az eredeti változat videóklipjét Viking Nielson rendezte, és az együttes tagjai is láthatóak benne.
A dal Linn énekével kezdődik, majd egy nő ül a székben és középen egy nagy szerencsekerék. Ezután különböző karakterek jelennek meg a videó mentén, majd egy szőke kislány, aki órákkal játszik egy menyasszonyi ruhában, majd látható egy arany labda és egy idősebb pár. Néha a székben ülő nő is megjelenik egy férfival, és egy idősebb házaspárral. Ezek között a karakterek között láthatjuk az Ace of Base tagjait, akik körben állnak egymással háttal. Linn néha a szerencsekeréknél énekel, máskor Jennyvel együtt. Joker és Buddha különböző hangszereken játszik, úgy mint billentyűn, dobon, és trombitán. Esetenként az óramutató járásával megegyező irányban fordul a háttérben.

## Slágerlisták

### Heti összesítések
| Slágerlista(1993)                            | Legjobb helyezések |
| -------------------------------------------- | ------------------ |
| Austria (Ö3 Austria Top 40)                  | 6                  |
| Denmark (IFPI)                               | 2                  |
| Europe Eurochart Hot 100                     | 5                  |
| Finland (Suomen virallinen lista)            | 15                 |
| France (SNEP)                                | 21                 |
| Germany (Media Control Charts)               | 4                  |
| Iceland (Íslenski Listinn Topp 40)           | 11                 |
| Ireland (IRMA)                               | 18                 |
| MTV Europe                                   | 2                  |
| Netherlands (Dutch Top 40)                   | 2                  |
| Norway (VG-lista)                            | 1                  |
| Spain (AFYVE)                                | 6                  |
| Sweden (Sverigetopplistan)                   | 39                 |
| Switzerland (Schweizer Hitparade)            | 5                  |
| United Kingdom (The Official Charts Company) | 20                 |

### Év végi összesítések
| Slágerlista (1993)     | Slágerlista |
| ---------------------- | ----------- |
| Austrian Singles Chart | 27          |
| Dutch Top 40           | 28          |
| Swiss Singles Chart    | 31          |

## Minősítések
| Ország             | Minősítés | Eladások |
| ------------------ | --------- | -------- |
| Németország (BVMI) | Arany     | 250.000  |